# Adoretus lithobius
Adoretus lithobius är en skalbaggsart som beskrevs av Ohaus 1914. Adoretus lithobius ingår i släktet Adoretus och familjen Rutelidae. Inga underarter finns listade i Catalogue of Life.